# Hafen Jarmen

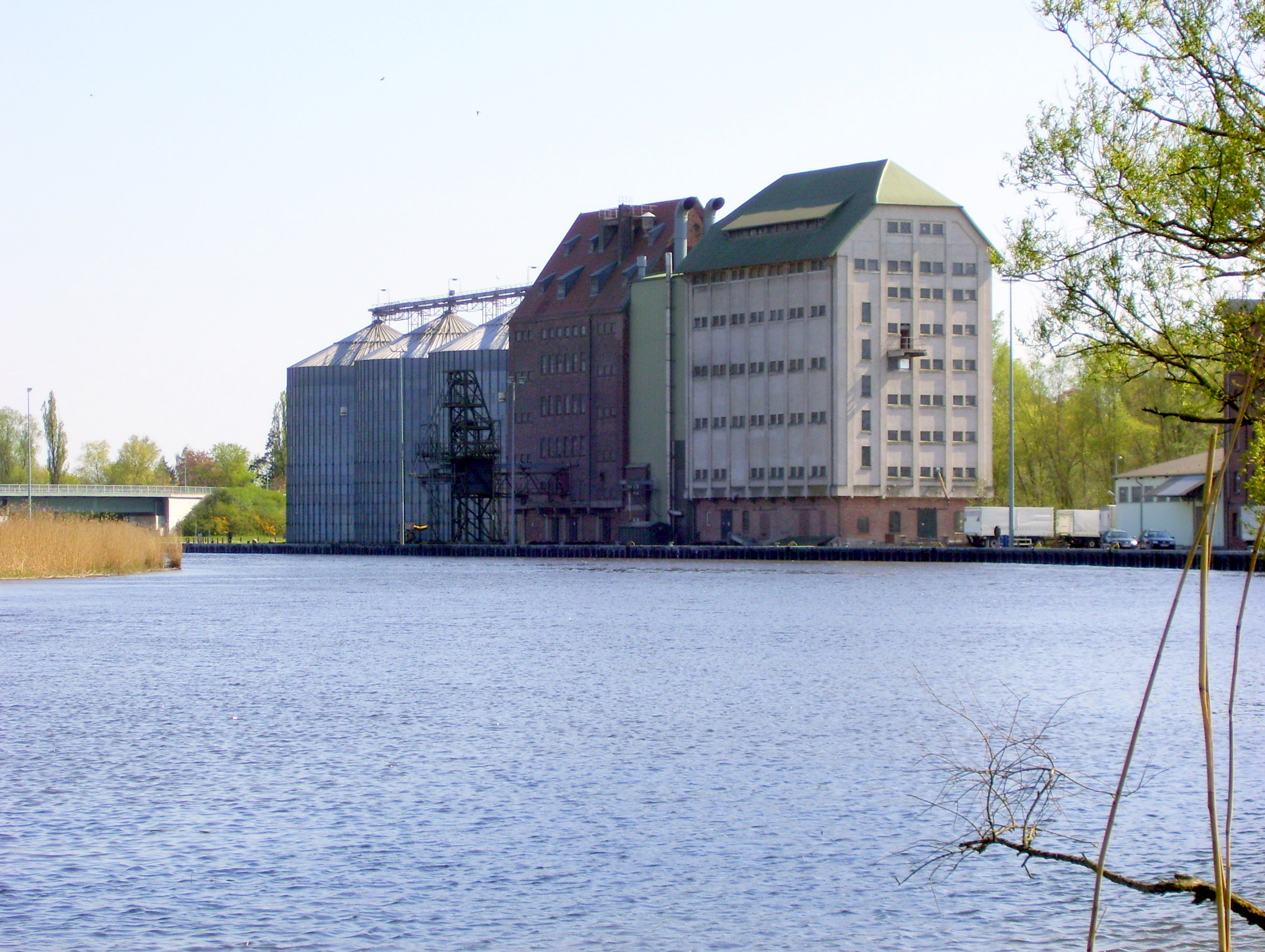
Hafen mit Silos und Getreidereinigung

Der Hafen Jarmen, auch Hafen Anleger Jarmen, mit Mühle, Silos, Getreidereinigung und Verwaltungsgebäude in Jarmen (Mecklenburg-Vorpommern), Bleichwiesenweg an der Peene, stammt aus dem 19. und 20. Jahrhundert.
Das Ensemble steht unter Denkmalschutz.

## Geschichte

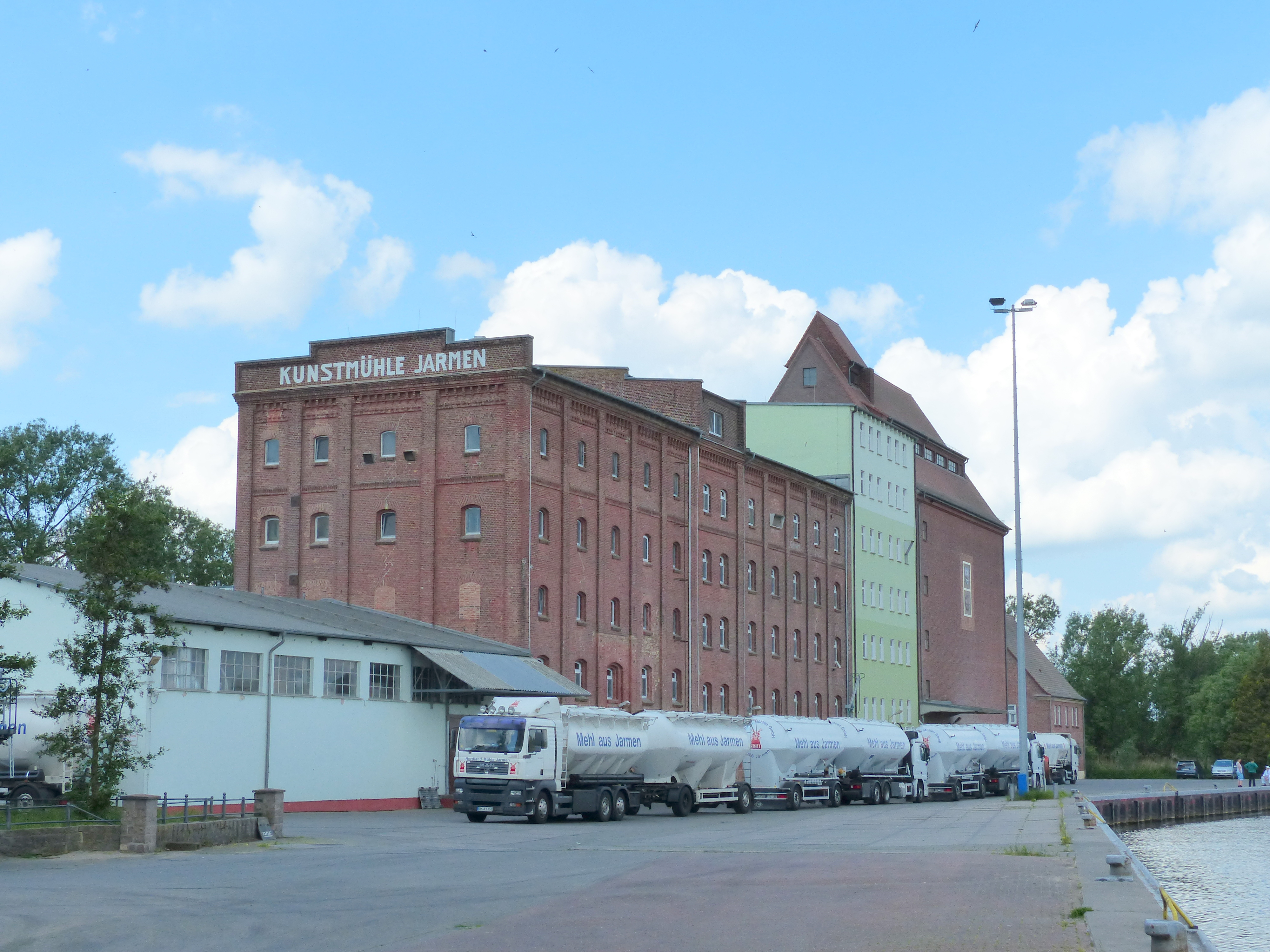
Ansicht vom Peeneufer, 2014

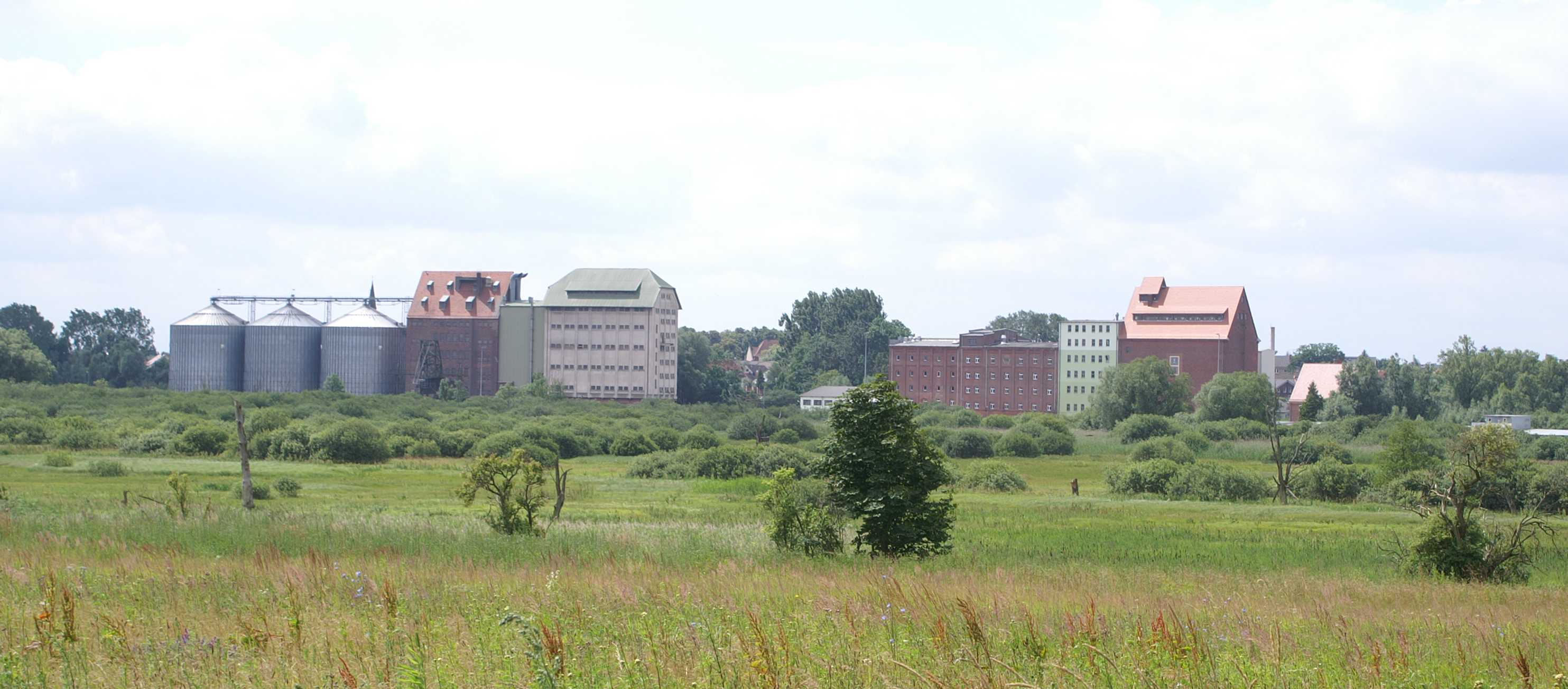
Blick von Breechen nach Süden

Die Stadt Jarmen mit 2941 Einwohnern (2020) wurde 1269 erstmals als Germin erwähnt. Die an der Peene liegenden Städte Malchin, Demmin, Loitz, Jarmen und Anklam wurden schon frühzeitig durch Boote im schiffbaren Bereich der Wasserstraße versorgt.
1745 beauftragte der Jarmener Bürgermeister Jentico den Zimmermeister Theodorus Gemse mit dem Bau einer Floßwäsche. Die an Dalben befestigte schwimmende Plattform diente als Verladefläche, hatte eine Ausdehnung von 12 × 12 Fuß und war über einen Steg zu erreichen. 1784 ließ der Krämer Christoph Wilhelm Wendt das erste Bohlwerk errichten. An dieser Verladebrücke konnte immer nur ein Schiff zur Zeit anlegen. Nachdem dieses Bohlwerk mehrfach vergrößert worden war, wurde 1897/98 ein festes Bohlwerk von der damals weiter westlich liegenden Peenebrücke bis zum Rohrplatz hinter dem Wallgrabeneinlauf gebaut. In der Folgezeit kam es zu einer deutlichen Steigerung des Hafenumschlags. Wegen der stärkeren Nutzung wurde es erforderlich, die Fläche am Bohlwerk sowie den Bleichwiesen- und den Dampferweg als Anfahrtswege zu pflastern. In den 1920er Jahren wurde erstmals ein Bollwerk aus Stahl und Beton mit einer Kaimauer vom ehemaligen Rohrplatz bis zur Kunstmühle errichtet.
Der Binnenhafen hat heute eine Kailänge von 500 Metern für fünf Liegeplätze, bei einer Tiefe von 2,50 Metern und einer Freilagerfläche von 3000 m². 1893 wurde der Hafen durch die Mecklenburg-Pommersche Schmalspurbahn (MPSB) mit Friedland und Anklam verbunden. Am Hafen stehen: eine Mühle, ein alter Hafenspeicher, ein älterer Silo, die Getreidereinigung, das Verwaltungsgebäude und die drei neuen Silos Peeneland. Seit 1956 wurde zudem ein Bootshafen an der Peene angelegt und ausgebaut. Der 1996 aufwändig sanierte Hafen diente vorrangig als Umschlagplatz für Getreide.
Die historische fünfgeschossige verklinkerte Getreidemühle stammt von 1907. Die 1883 gegründete Potsdamer Firma Kampffmeyer, über viele Jahrzehnte eines der mächtigsten Mühlen-Unternehmen Deutschlands, kaufte 1921 die Mühle in Jarmen. 1972 war sie im staatlichen Eigentum. Nach 1990 wechselten die Eigentümer. Mit der Übernahme der BM Bäckermühlen durch die VK Mühlen kam sie 1999 zurück in die Kampffmeyer-Gruppe als Nordland Mühlen der Firma GoodMills (Wien, Hamburg). Sie war bis September 2020 im Betrieb und damit die letzte noch arbeitende Großmühle in Mecklenburg-Vorpommern. Etwa 28 Beschäftigte produzierten jährlich 60.000 Tonnen Mehl. Deshalb strebt die Stadt eine Umstrukturierung hin zum Tourismus an. Die Nordland Mühle wurde nun zur Kunstmühle Jarmen. Den Namen Kunstmühle erhielt sie jedoch wegen der künstliche Antriebsart mittels Elektromotoren.
Das siebengeschossige verputzte Verwaltungsgebäude mit dem  Krüppelwalmdach wurde Anfang der 1930er Jahre als Speicher errichtet und später umgebaut.